# Mount Steele, Antarktis
Mount Steele är ett berg i Antarktis. Det ligger i Östantarktis. Australien gör anspråk på området. Toppen på Steele är 1 050 meter över havet, eller 237 meter över den omgivande terrängen. Bredden vid basen är 4,3 km.
Terrängen runt Mount Steele är huvudsakligen lite kuperad. Trakten är obefolkad. Det finns inga samhällen i närheten.